# 11716 Амахартман
11716 Амахартман (1998 HY79, 1995 WT25, 11716 Amahartman) — астероїд головного поясу, відкритий 21 квітня 1998 року.
Тіссеранів параметр щодо Юпітера — 3,370.